# Lynn Michaels
Lynn Michaels es una vigilante ficticia, y aliada del Antihéroe de Marvel Comics, Punisher. Fue creada por Chuck Dixon y John Romita Jr., y apareció por primera vez en The Punisher War Zone Vol. 1, # 7 (septiembre de 1992).

## Biografía del personaje ficticio
Ella apareció por primera vez en Punisher War Zone # 7, como una oficial de policía que intentaba atrapar a un violador en serie que asolaba en Central Park. Frank Castle / The Punisher también está en el parque, derribando objetivos de oportunidad y conociendo al violador. Ambos se enfrentan al criminal, pero él escapa. Lynn y Frank se unen y confrontan al violador, además de varios asesinos internacionales, en múltiples incidentes. El violador muere en el fuego cruzado. Lynn está herida y mientras está siendo tratada, le da un beso a Frank. El hecho de que ella trabajó con el Punisher se convierte en conocimiento común.
Más tarde, Frank pide ayuda para localizar a una organización que está secuestrando personas y robando su sangre; supuestamente es "más seguro" para uso médico. Lynn mata al líder, el Sr. Sandeen, cuando cayó sobre Frank, Ghost Rider y Matt Murdock / Daredevil. Sintiendo que había cruzado la línea nuevamente, se derrumba.
Lynn y su compañero se enfrentan a un presunto ladrón, Clyde Allen Durkin, en su casa. Descubren evidencia que indica que ha asesinado a varios niños. Sin embargo, todo se considera inadmisible debido a problemas de orden. Disgustada, Lynn deja la fuerza.
Frank Castle aparentemente se suicida en una bomba que elimina la reunión de un mafioso. Una fuerza de tarea del gobierno que apunta a los vigilantes, llamada VIGIL, apunta a Payback. Él es Eddie Dyson, un exoficial de policía que prueba el vigilantismo en respuesta al asesinato de su familia por parte de mafiosos. Lynn rescata a Payback de VIGIL.

### Vigilantes asesinos
A través de un "regalo" de cigarrillos, Lynn hace que Durkin mire por la ventana de su celda; ella lo mata con un rifle de francotirador. Lynn y Eddie acuerdan una asociación temporal para acabar con VIGIL. Como parte de esto, se dejan arrestar después de destruir una mafia de números de la Mafia. Blackwell, un oficial de VIGIL loco por el poder, vence a Eddie y Lynn. Los dos logran escapar. Blackwell asesina al oficial de flecha recta Jessup y enmarca a los dos vigilantes.
Eddie y Lynn viajan a la ciudad Laastekist, donde muchas agencias, incluida la mafia, ahora saben que se encuentra Punisher. A pesar de sus heridas, Eddie ayuda a Lynn a matar a varios agentes de la mafia de Valducci. Sin embargo, los miembros de la mafia Cullen hieren gravemente a Lynn. Eddie recibe su tratamiento médico y escapan de la ciudad.
Más tarde, ahora curada, Lynn irrumpe en la sede de VIGIL en busca de Blackwell, aparentemente sin darse cuenta de que ahora está muerto, ya que Castle lo mató. Ella rescata al sheriff de Laastekist, Harry Bendix, injustamente encarcelado por VIGIL. Dos oficiales, Einhorn y Nails, permiten escapar.

### Escapando de la ciudad
Después de matar a traficantes de drogas, un viejo colega descubre que Lynn es la infame 'Lady Punisher'. La líder de la mafia Rosalie Carbone envía a 'Mondo Pain' después de Lynn y, en consecuencia, Bendix. Está herido en la pelea. Lynn lleva a Pain lejos. En los enfrentamientos subsiguientes, ella gana lo que cree que es el diario personal de Punisher. Está abatida al descubrir que no la mencionan y la quema. Ella decide que la vida de Castle no es para ella. Por el bien de la supervivencia, ella se conecta con Eddie. El padre de Lynn ayuda a llevar a los dos a un refugio a las afueras de la ciudad. Una secuencia posterior parece indicar que los tres viven pacíficamente en su destino previsto, pero podría haber sido el sueño de Frank Castle.
Lynn luego trabaja como agente de cobertura profunda para S.H.I.E.L.D.. Ella trabaja como 'Diamonelle' desde el interior de una organización encabezada por Jigsaw. Ella le dispara al nuevo aliado de Punisher, Stuart Clarke, por ser un asesino de policías. Después de que Jigsaw es arrestado, Lynn permite que un aliado mate a Jigsaw. Ella es detenida.

## Habilidades y entrenamiento
Lynn es muy competente en el combate desarmado debido a su entrenamiento policial y, al igual que Punisher, no es reacia al uso de armas en su guerra contra el crimen. Ella usa un traje de Kevlar inspirado en Punisher.